# Phocos (Phocide)
Pour les articles homonymes, voir Phocos.
Dans la mythologie grecque, Phocos (en grec ancien Φώκος / Phốkos) est le héros éponyme de la Phocide.
Il est originaire de Corinthe, fils d’Ornytion,,,,, ou de Poséidon, et de Pronoé fille d’Asopos.
Il s’installe à Tithorée en Phocide,, et il donne son nom à la région,,,. Pausanias tente de faire concorder deux traditions éponymiques, et ne crédite le fils d’Ornytion que de l’éponymie du canton de Tithorée, qui aurait été étendu à l’ensemble de la région qu’avec l’arrivée de Phocos fils d'Éaque,,. Une autre version met en scène Ornytion qui intervient au côté des Locriens d’Oponte dans une guerre qui les oppose aux Béotiens d'Hyampolis. Victorieux, Ornytion conquiert un territoire qu’il remet à son fils Phocos tandis qu’il retourne lui-même à Corinthe avec son second fils Thoas. 
Il épousa Antiope, autrefois aimée de Zeus et déjà mère d’Amphion et de Zéthos, dans les circonstances suivantes : maltraitée longtemps par Lycos roi de Thèbes et sa femme Dircé, Antiope finit par se venger ; mais cette vengeance est jugée excessive par Dionysos qui frappe Antiope de folie. Elle erre dès lors à travers la Grèce, jusqu’au jour où elle croise Phocos, qui la guérit puis l’épouse,.
On montrait leur tombeau commun à Tithorée,. A Tronis cependant, une autre ville de Phocide, certains honoraient la tombe d’un héros local fondateur de la cité et bénéficiant d’un culte héroïque comme étant également celle de Phocos fils d’Ornytion.